# فرد فاغنر
فرد فاغنر (بالإنجليزية: Fred Wagner)‏ هو رسام أمريكي، ولد في 20 ديسمبر 1860 في Port Kennedy, Pennsylvania ‏ في الولايات المتحدة، وتوفي في 14 يناير 1940.